# Abd al-Qadir al-Husaini

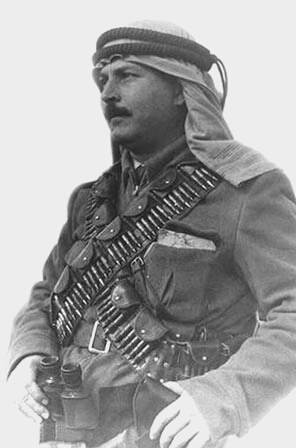
Abd al-Qadir al-Husaini

Abd al-Qadir al-Husaini (* 1907 in Jerusalem; † 8. April 1948 in al-Qastal; arabisch عبد القادر الحسيني, DMG ʿAbd al-Qādir al-Ḥusainī) war ein palästinensischer nationalistischer Politiker, Publizist und militärischer Anführer. Er gründete 1933 die paramilitärische Organisation für den Dschihad (arabisch Munazzamat al-Dschihad al-Muqaddas), die er zusammen mit Hasan Salama als Armee des heiligen Krieges im Palästinakrieg kommandierte.

## Leben

### Familie
Al-Husaini stammte aus der einflussreichen Familie al-Husaini in Jerusalem. Sein Vater Musa Kazim al-Husaini war Bürgermeister von Jerusalem. Der Großmufti von Jerusalem Amin al-Husaini, ein NS-Kollaborateur, war sein Onkel. Abd al-Qadir al-Husaini hatte vier Kinder – Haifa, Musa, Gazi und Faisal.

### Politische Aktivitäten
Er graduierte im Fach Chemie an der amerikanischen Universität von Kairo und organisierte den Kongress der gebildeten Muslime, der sich gegen angebliche Benachteiligungen von Muslimen bei der Vergabe von Verwaltungsposten im Mandatsgebiet Palästina richtete. Nach dem Abschluss seiner Ausbildung nahm er einen Posten in der britischen Mandatsverwaltung an, zog aber dann während des arabischen Aufstands von 1936 bis 1939 nach Hebron, um dort den Aufstand gegen die Briten zu führen. Er stieg zum Generalsekretär der Arabischen Partei Palästinas auf und arbeitete als Chefredakteur der Parteizeitung Al Liwa und anderer Publikationen einschließlich der Al-Dschami'a al-Islamiya (Die islamische Gemeinschaft).
Al-Husaini gab während des Aufstands den privilegierten Lebensstil eines städtischen Notablen auf und lebte zeitweise mit bäuerlichen Aufständischen in deren Bergverstecken. Diese Rolle verstärkte seine Beliebtheit innerhalb der palästinensischen Bevölkerung.

### Exil und Krieg
1938 wurde al-Husaini ausgewiesen und floh 1939 in den Irak, wo er sich 1941 am von Hitlerdeutschland unterstützten Putsch gegen die pro-britische Regierung beteiligte. 1946 ging er nach Ägypten. Er kehrte dann heimlich nach Palästina zurück, wo er als Kommandeur der Armee des Heiligen Krieges die Belagerung von Jerusalem organisierte. Dabei befahl er von Januar bis März 1948 mehrere Autobombenanschläge auf jüdische Ziele. Die Kampagne traf unter anderem die Zeitung Palestine Post (3 Tote), die beliebte Einkaufsmeile Ben-Jehuda-Straße (46 Tote) und das Hauptquartier der Jewish Agency (13 Tote). Dabei wurde auch das US-amerikanische Konsulat in Jerusalem schwer beschädigt. Als al-Husainis Bombenexperte diente der während des Zweiten Weltkriegs in Nazi-Deutschland ausgebildete Fawzi al-Kutub. Al-Husaini fiel während der Operation Nachschon beim vergeblichen Versuch, das kurz zuvor in israelische Hand gefallene Castel zurückzuerobern, der die israelischen Versorgungswege nach Jerusalem kontrollierte. Sein Tod hatte einen katastrophalen Einfluss auf die Moral seiner Truppen.